# 宮島航路
宮島航路是連絡日本本州島本土與瀨戶內海內的離島—宮島的海上航路，包括以下幾條路線：
- 廣島電鐵集團宮島松大汽船（日语：宮島松大汽船）經營的宮島口至宮島棧橋航線
- 西日本旅客鐵道集團JR西日本宮島渡輪經營的宮島口至宮島棧橋航線（宮島渡輪）
- 瀨戶內海汽船（日语：瀬戸内シーライン）經營的廣島港至宮島棧橋航線
- Aqua Net廣島（日语：アクアネット広島）經營的
  - 元安棧橋（日语：元安桟橋）至宮島棧橋航線
  - 廣島Marina Hop（日语：マリーナホップ）至宮島棧橋航線

其中約九成以上的使用者都是到位於廿日市市宮島口搭乘宮島松大汽船或是JR西日本宮島渡輪前往宮島。

## 歷史
過去在江戶時代從本土要前往宮島都是從位於廿日市的地御前出發，在1877年沿海國道完成後，出現大量想從此地前往宮島的參拜客，因此在渡船業者之間出現了制式的契約。
在1891年時，從地御前村阿品地區（現在的廿日市市阿品地區）就約有十幾艘渡船在經營前往宮島的航線，當時的運費規則為水夫1人時，一位乘客收6錢、兩位收8錢、三位收9錢、以後每增加一位乘客再增加1錢。如果是增加一位水夫，則是追加5錢。
1894年，在廣島市有人購入蒸汽船，開始經營廣島市至宇品、廿日市、宮島、吳市之間的航線，但由於在各港口停靠時產生的大量廢棄氣，在1896年此條航線就不再經營。
1897年廣島的企業家早速勝三配合開始營運的山陽鐵道，開始經營自山陽鐵道宮島車站（現在的宮島口車站）旁海岸至宮島的航線，此條航線後來在1900年轉賣給宮島的企業，1903年再由山陽鐵道買下，配合鐵路路線一同經營。1906年又因為鐵道國有法成為日本國有鐵道的一部分事業。這條航線後來也隨著國鐵分割民營化由西日本旅客鐵道繼承，成為現在JR西日本宮島渡輪所經營的航線。
1925年由廣島電鐵前身廣島瓦斯電軌經營的宮島線通車至地御前車站，也配合新路線的通車開始經營自新宮島棧橋（位於現在阿品东站北側海岸）至宮島的航線「新宮島連絡船」，1926年新宮島車站通車，廣島瓦斯電軌經營的宮島線更可以直接從新宮島車站經由新宮島棧橋前往宮島；但是在1931年，由於宮島線的路線調整，新宮島車站被廢除，這條渡輪航線也停止營運。
1939年當地企業家松本大次郎成立「合資會社松大航運社」也開始經營自宮島口前往宮島的航線，在1957年公司改組為「宮島松大觀光船有限會社」，隔年1958年廣島電鐵出資入主後，這條航線也成為現在宮島松大汽船所經營的航線。

## 外部連結
- （日語） 宮島松大汽船（页面存档备份，存于）
- （日語）JR西日本宮島渡輪（页面存档备份，存于）